# Arctoscyphus fuegiensis
Arctoscyphus fuegiensis là một loài rêu tản trong họ Geocalycaceae. Loài này được (C. Massal.) Hässel de Menéndez miêu tả khoa học lần đầu tiên năm 1996.